# Naturschutzgebiet Stuckenplatz
Das Naturschutzgebiet Stuckenplatz mit einer Größe von 11,4 ha liegt nordwestlich von  Alme im Stadtgebiet von Brilon. Das Gebiet wurde 2008 mit dem Landschaftsplan Hoppecketal durch den Hochsauerlandkreis als Naturschutzgebiet (NSG) ausgewiesen. Im Osten grenzt es ans Naturschutzgebiet Almetal. Im Osten grenzt das NSG an die Almetalbahn und im Norden ans Naturschutzgebiet Mönchspiele. Das NSG gehört seit 2023 zum Vogelschutzgebiet Diemel- und Hoppecketal mit angrenzenden Wäldern.

## Gebietsbeschreibung
Beim NSG handelt es sich um ein Mosaik aus feuchten Offenland- und Waldlebensräumen. Im Offenland gibt es Borstgrasrasen, Pfeifengraswiesen und Feuchtheidevegetation. Beim Wald gibt es überwiegend Roterlensumpfwälder und Rotfichtenwald.
Es wurden durch das Landesamt für Natur, Umwelt und Verbraucherschutz Nordrhein-Westfalen Pflanzenarten wie Besenheide, Blutwurz, Borstgras, Brennender Hahnenfuß, Gewöhnlicher Froschlöffel, Gewöhnlicher Gilbweiderich, Gras-Sternmiere, Harzer Labkraut, Heidelbeere, Kahnblättriges Torfmoos, Kleines Habichtskraut, Rundblättrige Glockenblume, Sumpf-Helmkraut, Sumpf-Veilchen, Sumpf-Weidenröschen, Torfmoos (unbestimmt), Ufer-Wolfstrapp und Wald-Schachtelhalm nachgewiesen. Ferner fand man die Tierarten Kurzflügelige Beißschrecke und Roesels Beißschrecke.

## Schutzzweck
Im NSG soll das dortige Mosaik aus feuchten Offenland- und Waldlebensräumen mit seinem Arteninventar geschützt werden. Wie bei allen Naturschutzgebieten in Deutschland wurde in der Schutzausweisung darauf hingewiesen, dass das Gebiet „wegen der Seltenheit, besonderen Eigenart und Schönheit des Gebietes“ zum Naturschutzgebiet wurde.
Der Landschaftsplan führt zum speziellen Schutzzweck auf: „Erhaltung und Weiterentwicklung eines Mosaiks aus feuchten Offenland- und Waldlebensräumen mit gefährdeten Tier- und Pflanzenarten; Ergänzung und Vernetzung ähnlicher feuchtigkeits-geprägter Habitatstrukturen in den westlich und östlich angrenzenden Tal-NSG; Optimierung fehlbestockter Sonderstandorte; Sicherung einer eigenartigen Offenlandstruktur im Landschaftsbild, die die großflächig geschlossene Waldlandschaft westlich des Almetales unterbricht und auflockert.“